# 628
628 је била преступна година.

## Догађаји
- Википедија:Непознат датум — Византија повратила Александрију од Сасанидског царства

- Византијско-сасанидски рат: цар Ираклије поставља ултиматум за мир краљу Хозроју II, али он одбија своје великодушне услове. Персијанци уморни од рата устају против Хозројевог режима у Ктесифону и постављају његовог сина Кавада II на престо. Он убија свог оца и почиње преговоре са Ираклијем. Кавад је принуђен да врати све територије освојене током рата. Персијанци се морају одрећи свих трофеја које су заузели, укључујући и реликвију Часног крста. Очигледно постоји и велика финансијска одштета. Пошто је прихватио мировни споразум под својим условима, Ираклије се тријумфално враћа у Цариград.
- Трећи персијско-турски рат: Западни Гоктурци под њиховим вођом Тонг Иабгху Кагхан пљачкају Тбилиси (модерна Грузија). Персијски браниоци су погубљени или осакаћени, Тонг Иабгху поставља гувернере (тудуне) да управљају разним племенима под његовим господством.
- Битка код Чиренцестера: Краљ Пенда од Мерсије побеђује Западне Сасе код Сајренчестера (Југозападна Енглеска) у ономе што ће касније бити Глостершир. Након постизања споразума, он преузима контролу над долином Северн и мањим краљевством Хвице.
- 25. фебруар — Хозроја II, последњег великог краља Сасанидског царства, свргнуо је његов син Кавад II.
- 6. септембар – Ардашир III, 7 година, наслеђује свог оца Кавада II као двадесет четврти краљ Сасанидског царства након што је потоњи умро од куге.
- Мухамед, исламски вођа, води око 1.400 мушкараца на ходочашће у Меку где им је пролаз блокиран. Племе Курејшија и муслиманска заједница у Медини потписали су 10-годишње примирје (Споразум из Худејбије).
- Брамагупта пише Брамаспхутасидханта, рану, али веома напредну, математичку књигу.
- Шеријат забрањује једење свињетине, припитомљених магараца и другог меса које је Јеврејима ускраћено Мојсијевим законом.

## Смрти
- Анастасије Персијски
- Хозроје II
- Кавад II